# Радослав Тибор
Радослав Тибор (словац. Radoslav Tybor; народився 23 листопада 1989) — словацький хокеїст, правий нападник. Виступає за «Дукла» (Тренчин) у Словацькій Екстралізі.
Вихованець хокейної школи «Дукла» (Тренчин). Виступав за «Дукла» (Тренчин).
У складі національної збірної Словаччини провів 4 матчі. У складі молодіжної збірної Словаччини учасник чемпіонату світу 2010.